# 聖カタリナの神秘の結婚 (ヴェロネーゼ、国立西洋美術館)
『聖カタリナの神秘の結婚』（せいカタリナのしんぴのけっこん、伊: Matrimonio mistico di santa Caterina, 英: Mystic Marriage of Saint Catherine）は、ルネサンス期のイタリアのヴェネツィア派の画家パオロ・ヴェロネーゼが1547年ごろに制作した絵画である。油彩。主題はアレクサンドリアの聖カタリナとキリストの神秘的な結婚の伝説から取られている。ヴェロネーゼの数多くある同主題の作例の1つで、20歳ごろのヴェロネーゼが故郷のヴェローナからヴェネツィアに移る前に制作した初期の作品の1つと考えられている。おそらくヴェローナの貴族デッラ・トルレ家（Della Torre）とピンデモンテ家（Pindemonte）の結婚を記念するために制作された。現在は東京の国立西洋美術館に所蔵されている。

## 作品
ヴェロネーゼは聖母子の前でひざまずく聖カタリナを描いている。聖母の腕の中で横になっている幼児キリストは右手で聖母の衣服をつかみ、のけ反りながら聖カタリナの方に顔を向けている。彼らの後ろには聖ヨセフがおり、画面左下には幼児の洗礼者ヨハネが細長い十字架を携えながらゆったりとしたポーズで座り、さらにその横に受難の象徴である仔羊が横たわっている。画面左上隅には紋章があり、エスカッシャンはヴェローナの貴族デッラ・トルレ家を表す「塔」の紋章と、ピンデモンテ家を表す「松」の紋章が対となって組み合わされている。様式的にはヴェロネーゼの初期作品の中に位置づけることができ、中でも聖母の顔と衣文表現は1546年ごろのカステルヴェッキオ美術館の『べ一ヴィラックア・ラツィーゼ祭壇画』（Bevilacqua-Lazise Altarpiece）の準備習作（ウフィツィ美術館）と一致し、聖母子は1550年ごろのアムステルダム国立美術館の『聖家族と幼児聖ヨハネ』（Holy Family with Young Saint John）と一致している。

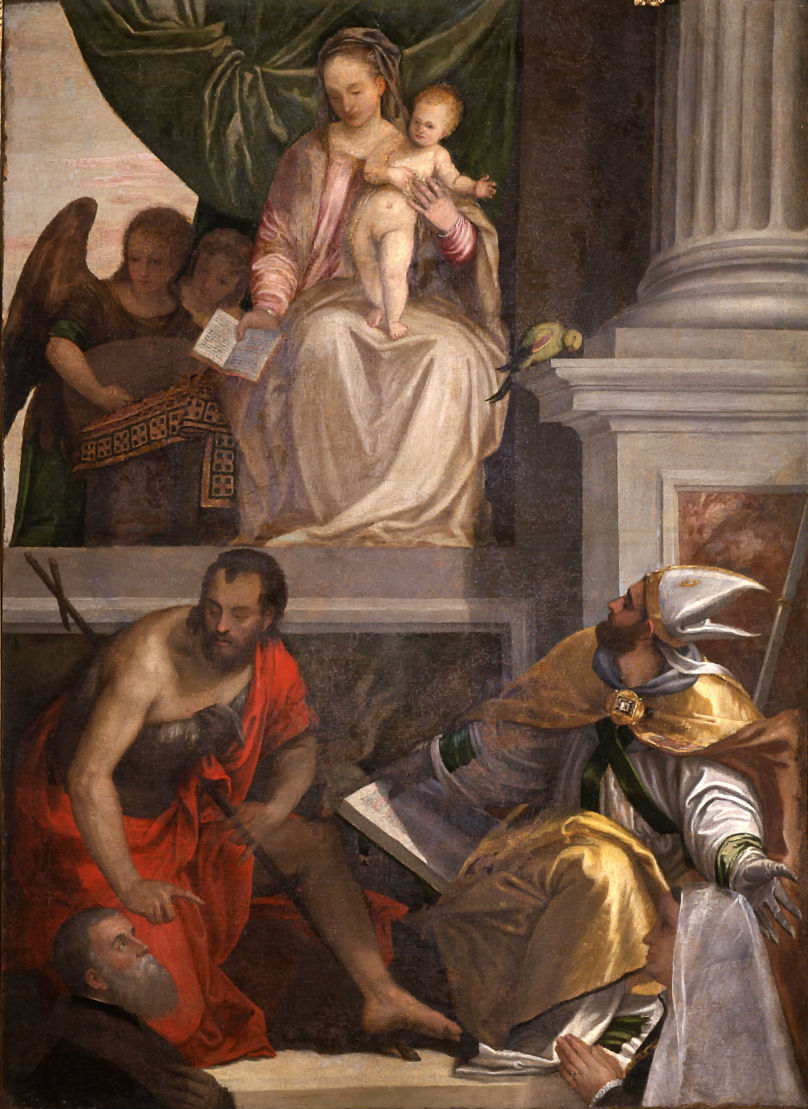
1548年の『ベーヴィラックア＝ラツィーゼ祭壇画』。カステルヴェッキオ美術館所蔵。

画面左上の紋章に注目した美術史家ダイアナ・ジゾルフィ（Diana Gisolfi）は、史料の調査から1547年にアンナ・デッラ・トルレとジャンバッティスタ・ピンデモンテが結婚したこと、2人の息子フィオリオ・ピンデモンテが1548年に生まれていることを指摘して、本作品が2人の結婚を記念して制作された可能性がきわめて高いとし、年代特定可能な数少ないヴェロネーゼの初期の作品であると主張した。この研究によって、本作品がヴェネツィア以前のヴェロネーゼの初期の活動を時系列的に再構成し、また画家の初期のパトロンとの関係を知るうえで重要な作例であることが判明した。ちなみに花嫁アンナの母親ディアマンテ・ベーヴィラックア＝ラツィーゼは初期の重要作品である『ベーヴィラックア＝ラツィーゼ祭壇画』を発注した一族の出身であった。さらにジゾルフィは本作品を1547年の制作とする場合、同じく初期の同主題の作例であるイェール大学美術館のバージョンを、様式的観点から本作品よりも以前に制作された作品と見なした。
絵画は後代にキャンバスが追加されて画面が拡張された。さらに加筆によって背景のカーテンが左側に大幅に延長され、画面左上の紋章が覆い隠された。これらの追加要素は1987年にメトロポリタン美術館で行われた修復で除去され、これにより紋章も姿を現した。またX線撮影による科学的調査は画面右側に1人の少年らしき人物が描かれていることを明らかにしたが、画家本人のペンティメントと判断され回復されなかった。
帰属に関しては美術史家ウィリアム・ロジャー・リーリック（William Roger Rearick）が1988年にワシントンD.C.のナショナル・ギャラリーで開催されたヴェロネーゼ展の目録で、青年時代のヴェロネーゼと共作したジョヴァンニ・バッティスタ・ゼロッティの作とする見解を示した。その後、1991年にテリージョ・ピニャッティとフィリッポ・ペドロッコ（Filippo Pedrocco）はヴェロネーゼに帰属し、さらにダイアナ・ジゾルフィがヴェロネーゼの初期作品として論じ、現在はヴェロネーゼの初期の作品として認められている。

## 来歴
絵画の存在が広く知られるようになったのは比較的最近のことである。以前はスイスの個人コレクションに属していた。公刊文献での言及は、メトロポリタン美術館で受けた修復の翌年の1988年のヴェロネーゼ展の目録におけるリーリックが最初である。その後、1994年に国立西洋美術館によって購入された。

## ギャラリー

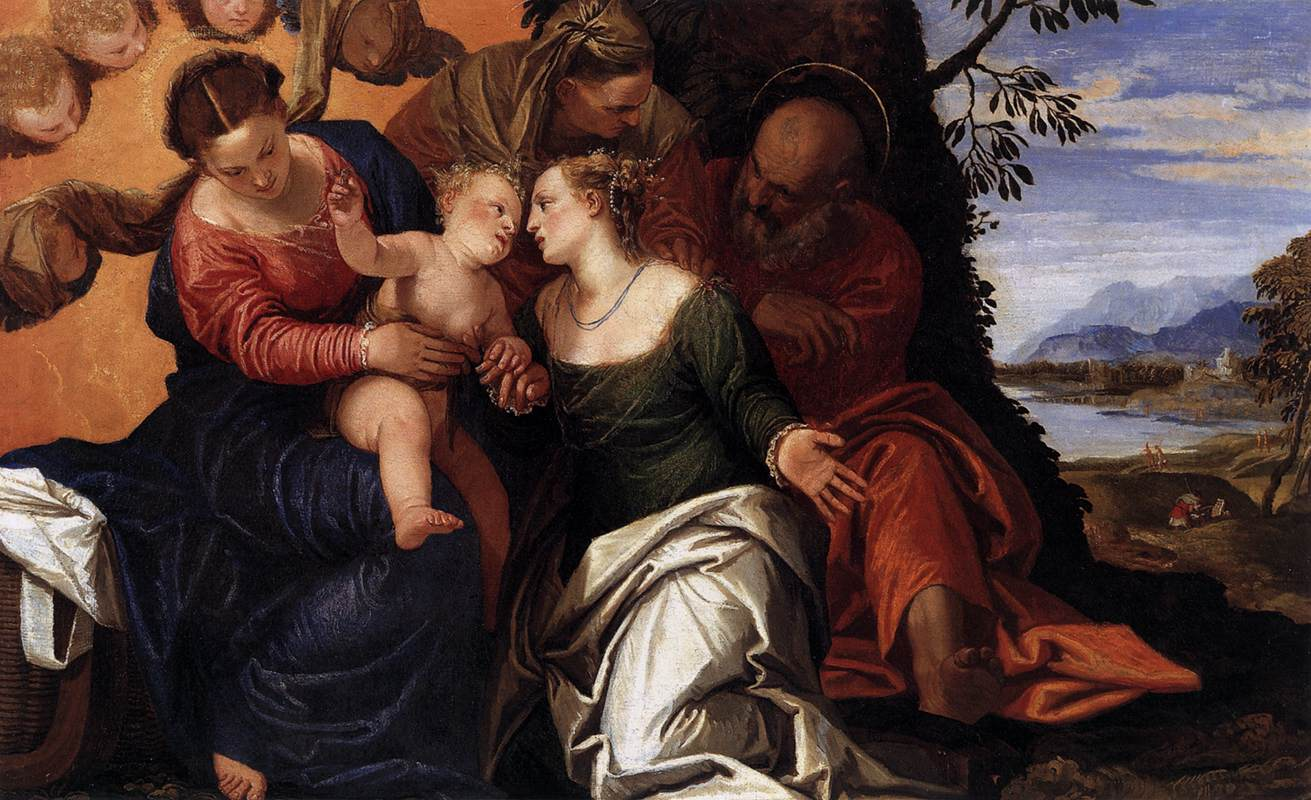
1547年 イェール大学美術館（イタリア語版）
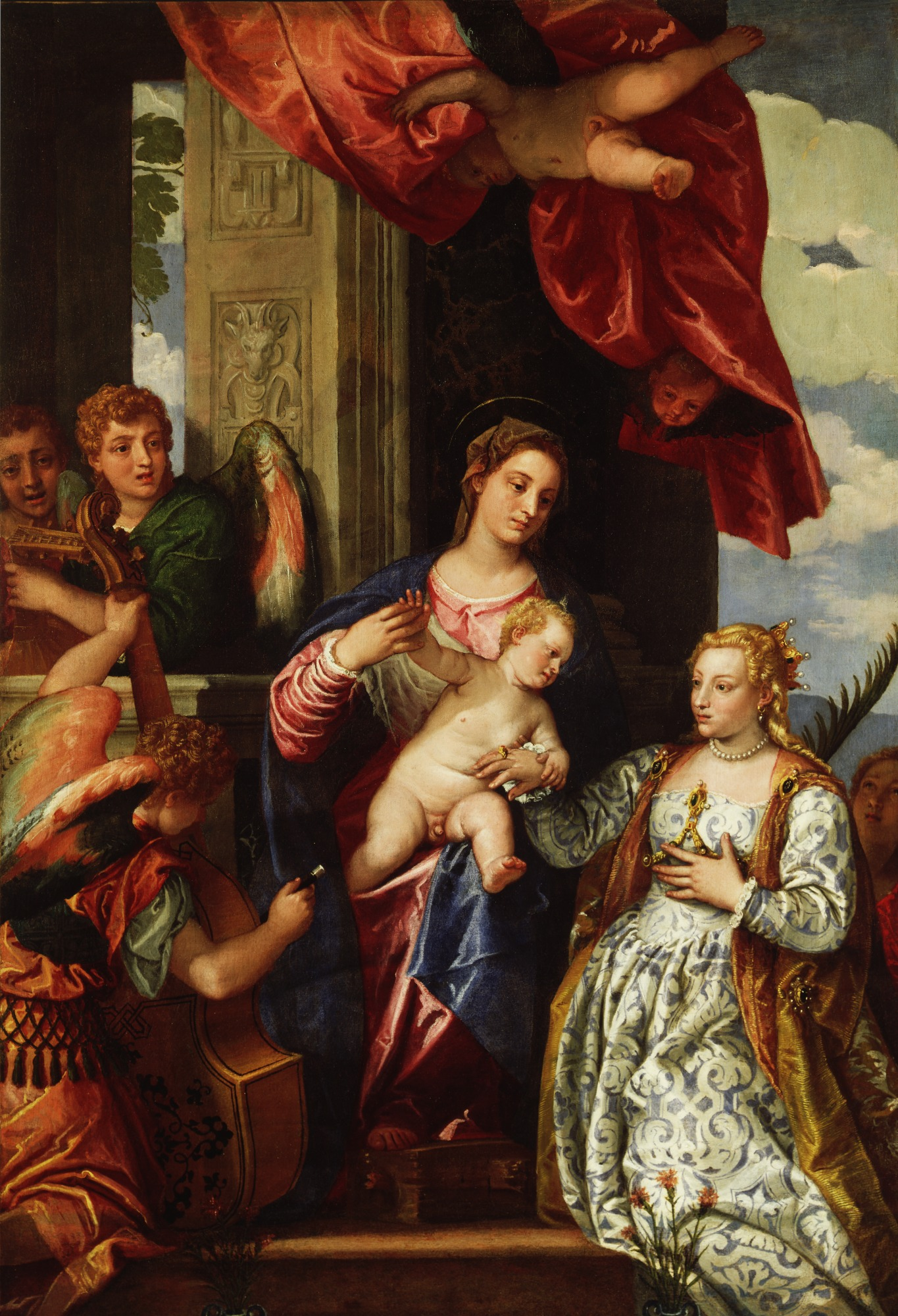
1550年ごろ デトロイト美術館所蔵
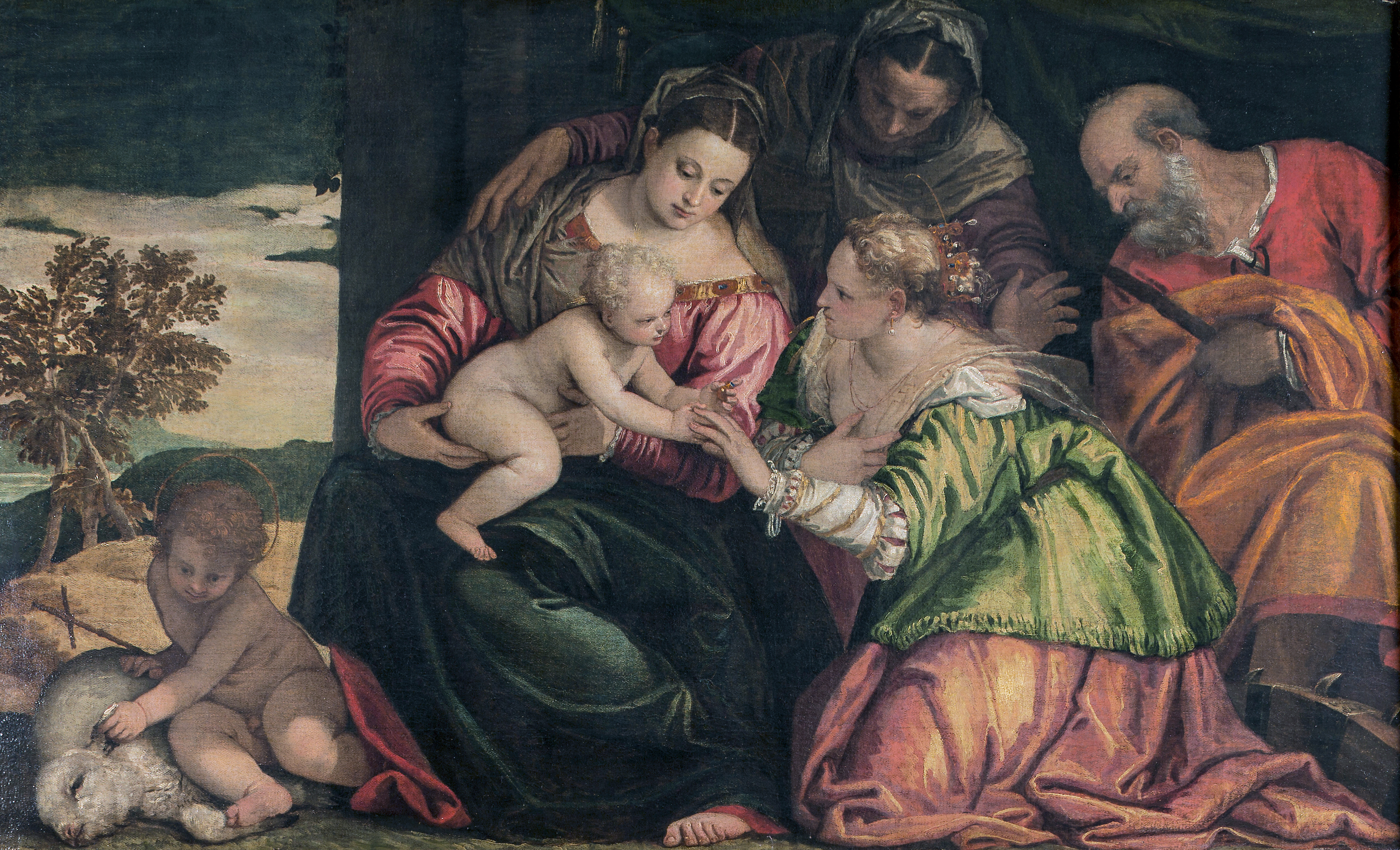
1555年ごろ 個人蔵
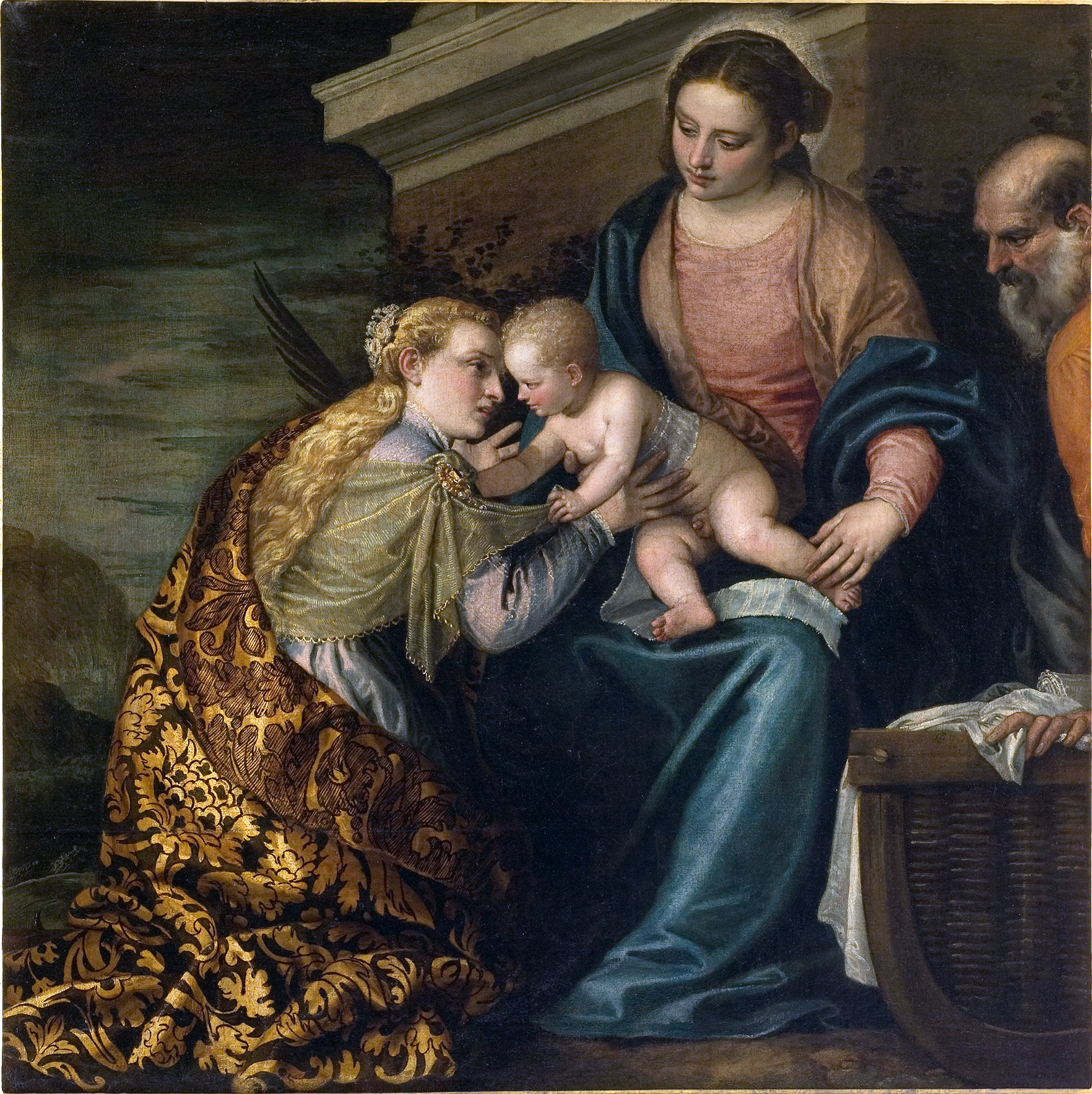
1560年-1565年ごろ ファーブル美術館所蔵
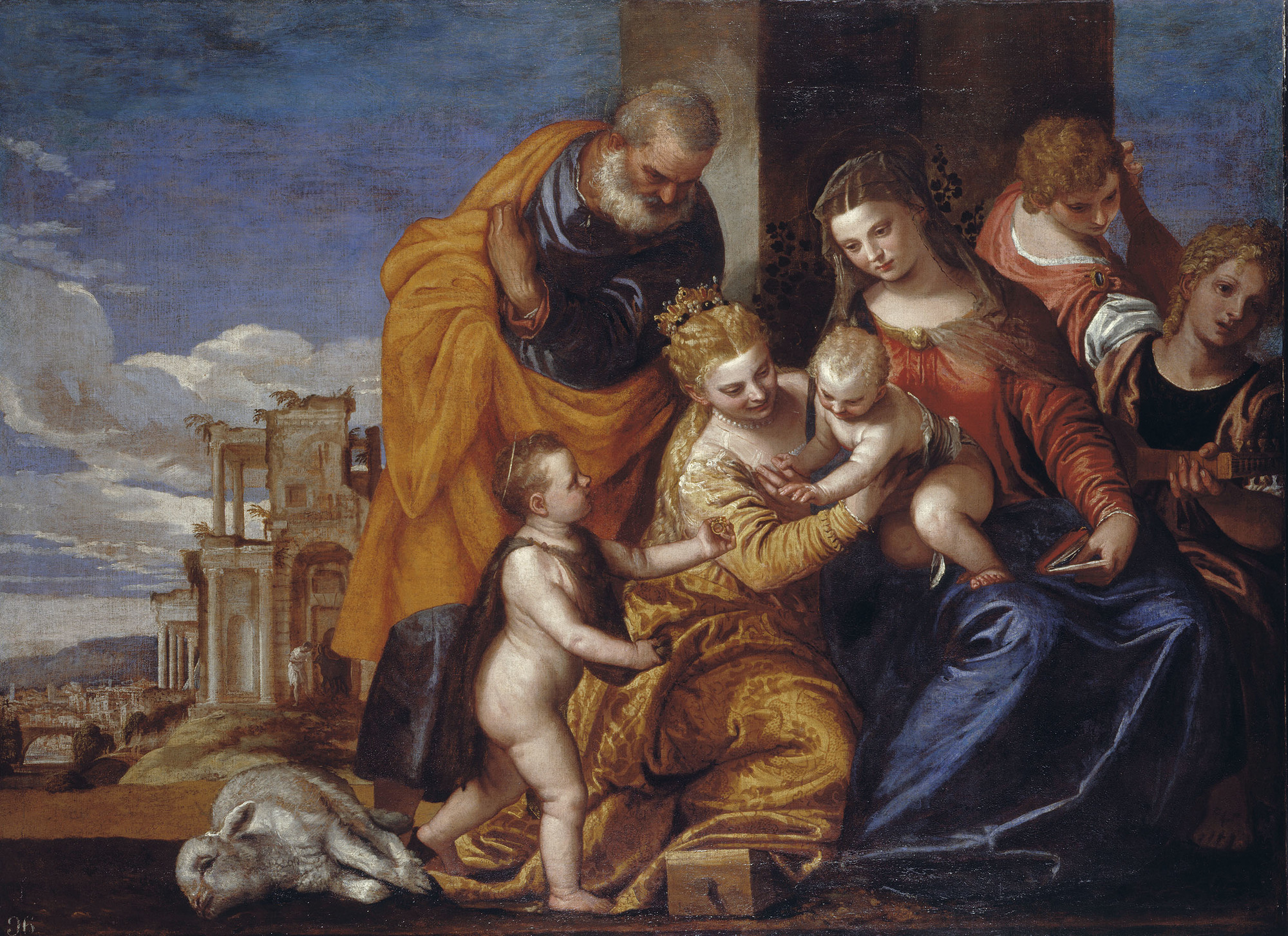
1565年ごろ ロイヤル・コレクション所蔵
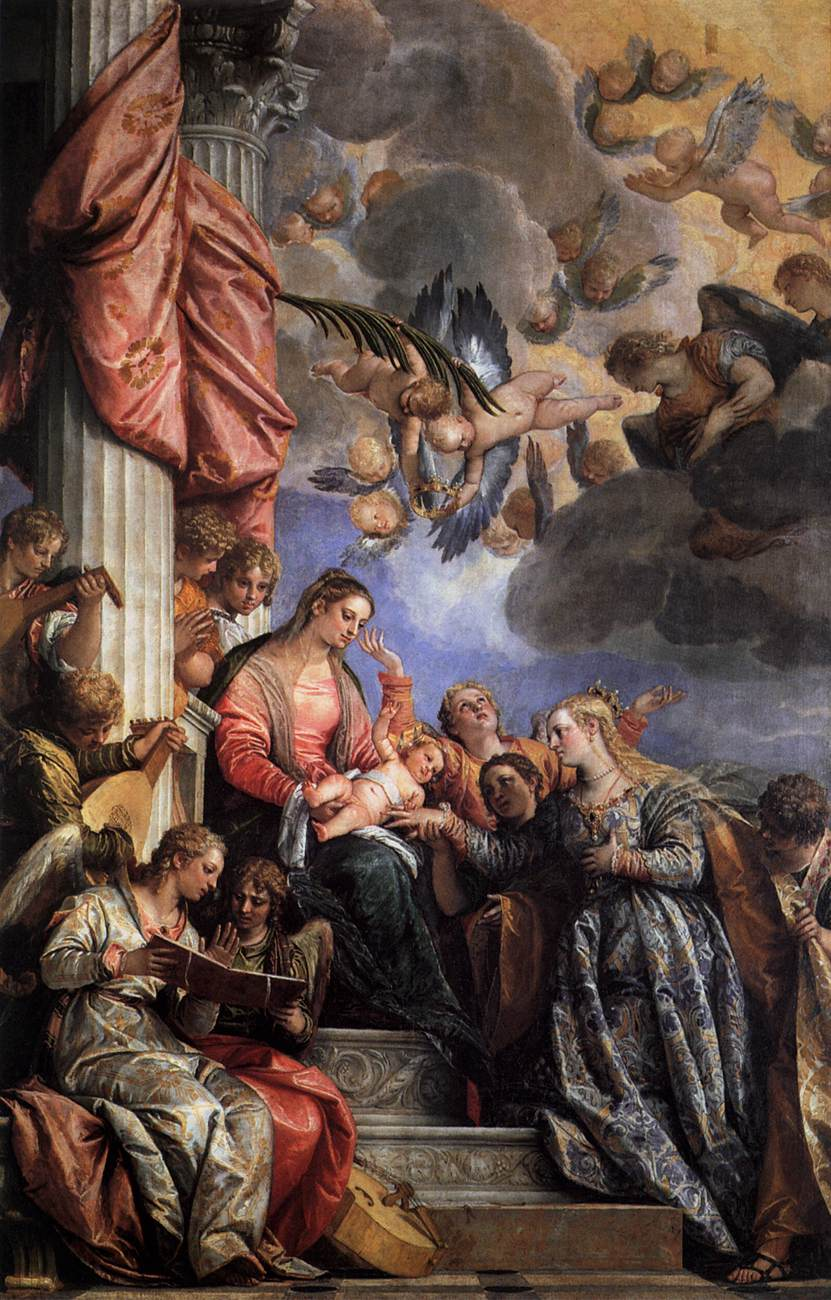
1565年-1570年ごろ アカデミア美術館所蔵